# Astragalus maurus
Astragalus maurus är en ärtväxtart som först beskrevs av Jean-Henri Humbert och René Charles Maire, och fick sitt nu gällande namn av Carlos Pau. Astragalus maurus ingår i släktet vedlar, och familjen ärtväxter. Inga underarter finns listade i Catalogue of Life.